# Numero-Zeichen

Zeichen in Schriftart Times New Roman

Zeichen in verschiedenen Schriftarten

Das Numero-Zeichen № (Unicode: U+2116 numero sign, HTML: &#8470;) wird in einigen Ländern, beispielsweise Großbritannien und Russland, ähnlich dem Rautezeichen „#“ als Nummernzeichen zur Kennzeichnung von Nummern (geordneten Zahlen) benutzt. Im deutschen Sprachraum wurde es früher auch häufig für Aufzählungen bzw. fortlaufende Nummerierungen verwendet (gelesen „Numero“, zum Beispiel Zimmer №1, №2 usw. oder „Alte Straße №16“). Die Verwendung entspricht der heutigen deutschen Abkürzung Nr. (für „Nummer“) oder beispielsweise der französischen Schreibweise nº (Kleinbuchstabe n gefolgt vom Ordinalzeichen º; eigentlich aber ein hochgestellter verkleinerter Kleinbuchstabe o). In Russland wird das Numero-Zeichen gelegentlich vereinfacht als lateinisches (meist kursives) N dargestellt.
In vielen Schriftarten weicht die Gestaltung des „N“-Teils von der des normalen Großbuchstabens N ab: Die Enden erhalten einen bogenförmigen, auswärts gerichteten Auslauf, in Serifenschriften häufig mit Tropfen.